# 버거타임
버거타임(BurgerTime, 일본어: バーガータイム)은 데이터 이스트가 데코 카세트 시스템용으로 최초로 개발한 1982년 아케이드 게임이다. 원래 출시명은 햄버거(일본어: ハンバーガー)이다. 플레이어는 요리사 피터 페퍼이며 자신을 추적하는 캐릭터들을 피하면서 플랫폼의 미로에 위치한 햄버거 재료 위를 걸어야 한다.